# Abraham Bernard May
Pour les articles homonymes, voir May.
Abraham Bernard May (28 septembre 1912-8 octobre 1993) est un chirurgien et un homme politique du Sud-Ouest africain/Namibie, maire de Windhoek au moment de l'indépendance de la Namibie en 1990.

## Biographie
Après des études de médecine à l'université du Cap et à celle d'Édimbourg, Abraham Bernard May devint un chirurgien réputé du Sud-Ouest Africain.
Conseiller municipal de Windhoek durant 24 ans, il fut le dernier maire de Windhoek, élu sous l'administration sud-africaine. C'est à ce poste qu'il présida les cérémonies d'indépendance à Windhoek le 21 mars 1990. Son successeur fut Petra Hammann, maire de Windhoek jusqu'en 1992.
A.B May est mort d'une crise cardiaque à 81 ans le 8 octobre 1993.